# Філіп Нортон, барон Нортон Лаут
Філіп Нортон, барон Нортон Лаут (Philip Norton, Baron Norton of Lauth, нар. 5 березня 1951, Лаут, Лінкольншир, Англія) — британський політолог, академік і політичний діяч, член Консервативної партії. Відомий як провідний британський експерт з парламентських і конституційних питань.

## Освіта
Нортон навчався в гімназії короля Едуарда VI у місті Лаут. Отримав ступінь бакалавра мистецтв і доктора філософії в Шеффілдському університеті, а також ступінь магістра мистецтв в Університеті Пенсильванії.

## Кар'єра
Нортон професор уряду у відділі політики та міжнародних досліджень університету Галл, також був керівником департаменту з 2002 по 2007 рік.
З 1992 р. директор Центру законодавчих студій.
Нортон член консультаційної ради Товариства «Ганзард» з 1997 року і її директор з 2002 року.
У 2000 році він очолив комісію для лідера опозиції Вільяма Гаага з розробки ідей щодо зміцнення інституту парламенту, а з 2001 по 2004 рік виконував функції голови Конституційного комітету Палати лордів.
У 2007 році «The Daily Telegraph» назвав його 59-ю найвпливовішою людиною на право британської політики.
Нортон є постійним учасником лордів блогів, спільного блогу членів Палати лордів з метою залучення громадськості. Гардіан назвав його «новою зіркою блогосфери». Філіп Нортон є членом Королівського товариства мистецтв. Він також має особистий блог, в якому часто цитує деякі з багатьох вирішальних обов'язків, які він проводить в політичних та академічних колах. Наразі, Нортон виступає співголовою Комітету з вищої освіти та продовжує роботу з Кампанією для Ефективної Другої Палати. Лорд Нортон має вікторину на лордів блогів, а також часто має свої конкурси підписів у своєму особистому блозі. Norton View приваблює деяких читачів з усього світу.

### Зовнішні посилання
1. Профіль Філіпа Нортона в Університеті Халл
2. Профіль Філіпа Нортона в Товариському Hansard
3. Блог Філіпа Нортона в The Norton View
4. Блог Philip Norton у лордах блогів
5. Профіль Філіпа Нортона на TheyWorkForYou